# Janiuay
Janiuay (Filipino: Bayan ng Janiuay, Hiligaynon: Sangguniang Bayan Janiuay) ist eine Großraumgemeinde in der Provinz Iloilo auf der Insel Panay auf den Philippinen. Sie hat 63.905 Einwohner (Zensus 1. August 2015), die in 60 Barangays leben. Sie gehört zur ersten Einkommensklasse der Gemeinden auf den Philippinen und wird als teilweise urban beschrieben.
Janiuay liegt im Inland der Insel Panay, die Hauptstadt der Provinz, Iloilo City, liegt ca. 31 km südöstlich der Gemeinde und ist von dort mit dem Bus oder Jeepney zu erreichen. Die Nachbargemeinden sind Valderrama im Westen, Badiangan und Mina im Osten, Lambunao im Norden und Maasin im Süden. Die Topographie der Gemeinde wird bestimmt von einer sanft hügeligen Landschaft, die im Westen in die Central-Panay-Berge übergeht. 

## Barangays
| - Abangay - Agcarope - Aglobong - Aguingay - Anhawan - Atimonan - Balanac - Barasalon - Bongol - Cabantog - Calmay - Canawili - Canawillian - Caranas - Caraudan - Carigangan - Cunsad - Dabong - Damires - Damo-ong | - Danao - Gines - Guadalupe - Jibolo - Kuyot - Madong - Manacabac - Mangil - Matag-ub - Monte-Magapa - Pangilihan - Panuran - Pararinga - Patong-patong - Quipot - Santo Tomas - Sarawag - Tambal - Tamu-an - Tiringanan | - Tolarucan - Tuburan - Ubian - Yabon - Aquino Nobleza East (Pob.) - Aquino Nobleza West (Pob.) - R. Armada (Pob.) - Concepcion Pob. (D.G. Abordo) - Golgota (Pob.) - Locsin (Pob.) - Don T. Lutero Center (Pob.) - Don T. Lutero East (Pob.) - Don T. Lutero West Pob - Crispin Salazar North (Pob.) - Crispin Salazar South (Pob.) - San Julian (Pob.) - San Pedro (Pob.) - Santa Rita (Pob.) - Capt. A. Tirador (Pob.) - S. M. Villa (Pob.) |